# ドキドキ (JUDY AND MARYの曲)
『ドキドキ』は、日本のロックバンド、JUDY AND MARYの8枚目のシングル。1995年10月21日にエピックレコーズよりリリースされた。

## 収録曲
全編曲：JUDY AND MARY
1. ドキドキ (4:23)
作詞：YUKI　作曲：恩田快人
2. 夕暮れ (3:22)
作詞・作曲：TAKUYA
オリジナル・アルバム未収録曲。2001年発売のベスト・アルバム『The Great Escape -COMPLETE BEST-』に初収録された。
3. ドキドキ (Backing Track) (4:20)
作曲：恩田快人

## 収録アルバム
- MIRACLE DIVING (#1)
- FRESH (#1)
- The Great Escape -COMPLETE BEST- (#1、#2。#1はカウントを追加)
- COMPLETE BEST ALBUM「FRESH」 (#1。声とカウントを追加)

## タイアップ
- NHK総合テレビ『ポップジャム』オープニングテーマ（1995年）
- サンテレビ『金曜いきいきタイム』テーマソング（1998年4月 - 2002年3月）
- HBCテレビ『Hana*テレビ』テーマソング（2006年4月 - 2009年3月）
- 日清食品「野菜スープヌードル」タイアップ曲（2006年7月）[1]

## カバー

### ドキドキ
- 2008年 - 篠崎愛。シングル『M』収録。
- 2009年 - 真心ブラザーズ。アルバム『JUDY AND MARY 15th Anniversary Tribute Album』収録。

### 夕暮れ
- 2018年 - 築田行子。ミニアルバム『my palette』収録。